# Achille Compagnoni
Achille Compagnoni (* 26. September 1914 in Santa Caterina Valfurva, Provinz Sondrio, Italien; † 13. Mai 2009 in Aosta) war ein italienischer Bergsteiger.
Zusammen mit Lino Lacedelli bestieg er am 31. Juli 1954 als Erster den K2. Die Expedition wurde geleitet von Ardito Desio. Compagnoni lebte bis zu seinem Tod in Cervinia. Er starb in der Nacht zum 13. Mai 2009 94-jährig in einem Krankenhaus in Aosta.